# 新莱昂自治大学老虎足球俱乐部
新利昂自治大學老虎足球會（西班牙語：Club de Fútbol Tigres de la Universidad Autónoma de Nuevo León），常稱「老虎UANL」，舊稱堤格雷斯，是墨西哥新莱昂州的一个足球俱乐部。主场位于圣尼古拉斯市大学体育场（Estadio Universitario）。该队也是新莱昂自治大学的官方代表队。该队现参加墨西哥足球甲级联赛。隊名Tigres源自西班牙語中的「老虎」。
他们的主要对手为蒙特雷足球俱乐部。

## 荣誉
- 國際
  - 冠軍盃(Campeones Cup)冠军：2018年
  - 中北美洲及加勒比海聯賽冠軍盃(CONCACAF Champions League)冠军：2020年
- 國家
  - 墨西哥足球超級聯賽冠军, 1977–78, 1981–82, Apertura 2011, Apertura 2015, Apertura 2016, Apertura 2017, Clausura 2019
  - 墨西哥甲組足球聯賽冠军,  Invierno 1996, Verano 1997
  - 墨西哥冠军杯冠军：2016, 2017, 2018
  - 墨西哥足球乙級聯賽冠军, 1973–74, 1995-1996
  - 墨西哥杯足球赛冠军：1975-76, 1995-96, Clausura 2014
  - 墨西哥國際聯賽杯冠军, 2005, 2006

## 队徽

2002-2012
2012-2015